# Bardunia
Bardunia – rodzaj pluskwiaków z rodziny owoszczowatych i podrodziny Issinae.
Rodzaj ten opisany został w 1863 roku przez Carla Ståla, który jego gatunkiem typowym wyznaczył B. nasuta.
Pluskwiaki upodobnione do ryjkowców. Głowa o metope pozbawionym środkowego i podbocznych kilów i wykształconym w połyskujący, po bokach oraz od góry i dołu przypłaszczony i u wierzchołka pogrubiony ryjek. Kile boczne na metope zakręcają ku szczytowi ryjka i go osiągają. Odnóża przedniej pary o silnie spłaszczonych udach i goleniach, a tylnej o goleniach z 1-3 ząbkami bocznymi. Płatki analne skrzydeł tylnych wąskie. Narządy rozrodcze samców z edeagusem wyposażonym w dwa haki po stronie brzusznej.
Rodzaj rozprzestrzeniony jest od południowo-środkowych Chin, przez Laos i Wietnam aż po indonezyjską część Nowej Gwinei.
Należy tu 8 opisanych gatunków:
- Bardunia angustinaso Gnezdilov, 2011
- Bardunia brevinaso Gnezdilov, 2011
- Bardunia celebensis Gnezdilov, 2011
- Bardunia curvinaso Gnezdilov, 2011
- Bardunia duboisi Gnezdilov, 2011
- Bardunia nasuta Stål, 1863
- Bardunia papua Gnezdilov, 2011
- Bardunia rugifrons (Melichar, 1906)